# Margaret Purdy
Margaret Purdy (ur. 18 stycznia 1995 w London) – kanadyjska łyżwiarka figurowa startująca w parach sportowych z Michaelem Marinaro. Uczestniczka mistrzostw czterech kontynentów, wicemistrzyni świata juniorów (2013) oraz mistrzyni Kanady juniorów (2010). Zakończyła karierę amatorską w maju 2014.

## Osiągnięcia
Z Michaelem Marinaro
| Zawody                                | 07–08          | 08–09          | 09–10          | 10–11          | 11–12          | 12–13          | 13–14          |                |                |                |                |                |                |                |                |                |                |
| Międzynarodowe                        | Międzynarodowe | Międzynarodowe | Międzynarodowe | Międzynarodowe | Międzynarodowe | Międzynarodowe | Międzynarodowe | Międzynarodowe | Międzynarodowe | Międzynarodowe | Międzynarodowe | Międzynarodowe | Międzynarodowe | Międzynarodowe | Międzynarodowe | Międzynarodowe | Międzynarodowe |
| ------------------------------------- | -------------- | -------------- | -------------- | -------------- | -------------- | -------------- | -------------- | -------------- | -------------- | -------------- | -------------- | -------------- | -------------- | -------------- | -------------- | -------------- | -------------- |
| Mistrzostwa czterech kontynentów      |                |                |                |                |                |                | 6              |                |                |                |                |                |                |                |                |                |                |
| GP Skate America                      |                |                |                |                |                |                | 8              |                |                |                |                |                |                |                |                |                |                |
| GP Skate Canada International         |                |                |                |                |                |                | 8              |                |                |                |                |                |                |                |                |                |                |
| Międzynarodowe: Kategorie młodzieżowe |                |                |                |                |                |                |                |                |                |                |                |                |                |                |                |                |                |
| Mistrzostwa świata juniorów           |                |                | 8              |                | 5              | 2              |                |                |                |                |                |                |                |                |                |                |                |
| JGP Finał                             |                |                |                |                |                | 4              |                |                |                |                |                |                |                |                |                |                |                |
| JGP w Austrii                         |                |                |                |                | 10             |                |                |                |                |                |                |                |                |                |                |                |                |
| JGP w Chorwacji                       |                |                |                |                |                | 1              |                |                |                |                |                |                |                |                |                |                |                |
| JGP w Czechach                        |                |                |                | 9              |                |                |                |                |                |                |                |                |                |                |                |                |                |
| JGP na Łotwie                         |                |                |                |                | 3              |                |                |                |                |                |                |                |                |                |                |                |                |
| JGP w Niemczech                       |                |                | 10             |                |                |                |                |                |                |                |                |                |                |                |                |                |                |
| JGP w Polsce                          |                |                | 7              |                |                |                |                |                |                |                |                |                |                |                |                |                |                |
| JGP w USA                             |                |                |                |                |                | 1              |                |                |                |                |                |                |                |                |                |                |                |
| JGP w Wielkiej Brytanii               |                |                |                | 10             |                |                |                |                |                |                |                |                |                |                |                |                |                |
| Krajowe                               |                |                |                |                |                |                |                |                |                |                |                |                |                |                |                |                |                |
| Mistrzostwa Kanady                    | 2 P            | 3 N            | 1 J            | 9              | 6              | 5              | 5              |                |                |                |                |                |                |                |                |                |                |